# Sis dies de Los Angeles
Els Sis dies de Los Angeles era una cursa de ciclisme en pista, de la modalitat de sis dies, que es corria a Los Angeles (Estats Units d'Amèrica). La seva primera edició data del 1932 i la darrera del 1973, amb set edicions disputades.

## Palmarès
| Any      | Primers                           | Segons                          | Tercers                         |
| -------- | --------------------------------- | ------------------------------- | ------------------------------- |
| 1932     | Louis Berti · Henry O'Brien       | Raoul Basquez · Snavely         | Raoul Larazolla · Joe Rivera    |
| 1933     | No disputats                      |                                 |                                 |
| 1934 (1) | Eddy Testa · Lew Rush             | Charles Winter · Cecil Yates    | Frank Bartell · Jack McCoy      |
| 1934 (2) | Geary May · Félix Lafenetre       | Davidson · Reginald McNamara    | George Antrobus · George Parker |
| 1935     | Alfred Crossley · Jimmy Walthour  | Henry O'Brien · Piet van Kempen | Henri Lepage · Fred Ottevaire   |
| 1936     | No disputats                      |                                 |                                 |
| 1937 (1) | Oscar Juner · Bob Walthour        | Joe Devito · Frank Turano       | Archie Bollaert · Bing Maffei   |
| 1937 (2) | Archie Bollaert · George Bollaert | Albert Sellinger · Ewald Wissel | Mike Defilippo · Schröder       |
| 1938-72  | No disputats                      |                                 |                                 |
| 1973     | Klaus Bugdahl · Graeme Gilmore    | Dieter Kemper · Tim Mountford   | Jack Simes · John Vandevelde    |